# 池田站 (熊本縣)
池田站（日语：／ Ikeda eki */?）是位於熊本縣熊本市西區池田二丁目熊本電氣鐵道的菊池線車站。車站編號為KD03。

## 歷史
- 1950年（昭和25年）10月1日：車站啟用。
- 2015年（平成27年）4月1日：此站可以使用交通系IC卡「熊本地域振興IC卡（日语：熊本地域振興ICカード）（熊本熊之IC CARD）」[1]。
- 2019年（令和元年）10月1日：此站引入車站編號[2]。

## 車站構造
車站是一座地面車站，設有1面1線的單式月台。此站是無人車站，沒有車站大樓，月台上設有上蓋。
月台上設有IC卡讀卡機（只限入閘）。

## 使用狀況
| 年度   | 1日平均 乘車人次 | 1日平均 上下車人次 |
| ------ | ---------------- | ------------------ |
| 2012年 |                  | 62                 |
| 2013年 |                  | 68                 |
| 2014年 | 42               | 67                 |
| 2015年 |                  | 92                 |
| 2016年 |                  | 79                 |
| 2017年 |                  | 102                |
| 2018年 |                  | 62                 |

## 車站周邊
- 熊本縣道303號四方寄熊本線（日语：熊本県道303号四方寄熊本線）
- 熊本消防署 池田出張所
- 熊本市立池田小學（日语：熊本市立池田小学校）
- NTT研修中心
- 熊本京町台郵局
- 熊本高平郵便局
- 山伏塚（市指定史蹟）

## 巴士路線
池田町巴士站 - 位於斜道上縣道303號處
- 熊本都市巴士（日语：熊本都市バス）
- 彥交巴士（日语：九州産交バス）

## 相鄰車站
熊本電氣鐵道
■菊池線
韓韓坂（KD02）－池田（KD03）－打越（KD04）

## 注腳
1. 1 2  電鉄電車（菊電）でのご利用 （页面存档备份，存于）（日語）（熊本熊之IC CARD）
2. ↑  電車 「駅ナンバリング」導入のお知らせ （页面存档备份，存于）（日語） - 熊本電氣鐵道，2019年8月15日，同日參閲。
3. ↑  公共交通の現状等、52頁 （页面存档备份，存于）（日語） ，2018年12月10日參閲
4. ↑  国土数値情報(駅別乗降客数データ)  （页面存档备份，存于）（日語） - 國土交通省，2018年12月10日參閲
5. ↑  国土数値情報　駅別乗降客数データ  （页面存档备份，存于）（日語） - 國土交通省，2020年9月19日參閲

## 外部連結
- 池田站 （页面存档备份，存于）（日語）（路線圖、車站情報） - 熊本電氣鐵道